# Homogenní polynom
Homogenní polynom, případně homogenní mnohočlen, je označení takového mnohočlenu, který má v každém ze svých členů stejný součet mocnin u proměnných, každý ze členů je tedy stejného stupně. Tedy například mnohočlen {\displaystyle x^{3}+2xy^{2}+3y^{3}} je homogenní (všechny členy jsou stupně 3), naopak mnohočlen {\displaystyle x^{2}+x^{2}y^{2}+y^{2}} homogenní není (krajní členy jsou stupně 2, zatímco prostřední je stupně 4).

## Homogenizace polynomu
Každý mnohočlen lze homogenizovat přidáním jedné nové proměnné a dosazením náhradou stávajících výraznem s jinou proměnnou a to následujícím způsobem: Je-li dán mnohočlen {\displaystyle p(x_{1},\dots ,x_{n})} s maximálním stupněm členů rovným {\displaystyle d}, pak k němu vytvoříme homogenizovaný polynom přidáním proměnné {\displaystyle x_{0}}:
{\displaystyle p_{H}(x_{0},x_{1},\dots ,x_{n})=x_{0}^{d}\cdot p\left({\frac {x_{1}}{x_{0}}},{\frac {x_{2}}{x_{0}}},\dots ,{\frac {x_{n}}{x_{0}}}\right)}
Dosazením {\displaystyle x_{0}=1} lze naopak z homogenizovaného mnohočlenu získat mnohočlen původní.

### Příklad
Pro mnohočlen {\displaystyle p(x,y)=x^{2}+x^{2}y^{2}+y^{2}} získáme homogenizovaný mnohočlen dosazením {\displaystyle {\frac {x_{h}}{z_{h}}}\rightarrow x,{\frac {y_{h}}{z_{h}}}\rightarrow y} a vynásobením {\displaystyle z_{h}^{4}}. Pak platí {\displaystyle p_{H}(x_{h},y_{h},z_{h})=z_{h}^{4}\cdot p\left({\frac {x_{h}}{z_{h}}},{\frac {y_{h}}{z_{h}}}\right)=x_{h}^{2}z_{h}^{2}+x_{h}^{2}y_{h}^{2}+y_{h}^{2}z_{h}^{2}}. Dosazením {\displaystyle z_{h}=1} získáváme původní {\displaystyle x^{2}+x^{2}y^{2}+y^{2}}. Homogenizace mnohočlenu tedy v podstatě spočívá v tom, že se každý člen vynásobí takovou mocninou nově přidaného argumentu, aby se souhrnný stupeň každého členu rovnal souhrnnému stupni toho z členů, který ho má nejvyšší.